# イオンスーパーセンター大館店
イオンスーパーセンター大館店（イオンスーパーセンターおおだててん）は、秋田県大館市字大田面にあるイオン東北が運営をしているショッピングセンター。

## 概要
2005年（平成17年） 11月に設立したばかりのイオンスーパーセンター株式会社が「イオンスーパーセンター」として初めて出店したショッピングセンターである。なお、ホームセンター部門はサンデーが運営している。
開業時に大館市中道にあったサンデー大館店を閉店し、開業から5か月後の2006年8月20日には、大館市御成町に存在し、競合していたジャスコ大館店を閉店した。

## 沿革
- 2006年（平成18年）
  - 3月14日 - イオンが都市計画法に基づき2005年（平成17年）8月から進めてきた店舗の開発工事が完了する。[4]
  - 3月21日 - イオンスーパーセンター大館店開店[5][2]。
  - 10月2日 - 食品売場の24時間営業終了。
- 2008年（平成20年）6月16日 - 大館市とイオンスーパーセンター株式会社にて､災害時における物資の供給協力等に関する協定を締結。
- 2010年（平成22年）2月16日 - 秋田県とイオンスーパーセンター株式会社にて､災害時における生活必需物資の供給に関する協定を締結[6]。
- 2011年（平成23年）6月23日 - 秋田県鹿角市とイオンスーパーセンター株式会社にて､災害時生活物資供給等に関する協定を締結[7]。
- 2012年（平成24年）4月7日 - 「スクラム大館店」オープン。
- 2013年（平成25年）7月12日 - 直営靴売場を株式会社ジーフットに移管。「グリーンボックスSUC大館店」としてオープン。
- 2023年（令和5年）
  - 3月31日 - 「サーティワンアイスクリームイオンスーパーセンター大館店」閉店。
  - 9月18日 - 「スクラム大館店」閉店。
- 2024年（令和6年）9月27日 - 大館警察署員や従業員などにて、テロなどを想定した対策訓練を実施[8]。
- 2025年（令和7年）3月1日 - イオン東北株式会社によるイオンスーパーセンター株式会社の吸収合併に伴い、運営がイオン東北株式会社へ移管。

## フロアとテナント

### フロア概要
核店舗のイオンスーパーセンター大館店と26の専門店で構成される。ホームセンター部門はイオングループのサンデーが運営している。

### 主なテナント
フード
- 四六時中（レストラン）
- ピザーラ（ピザ）

ファッション・グッズ
- ハニーズ（レディス）
- ASBee fam（靴）
- キュララ（ファンシー雑貨）
- セリア  （100円ショップ）

サービス・エンターテイメント
- カメラのキタムラ（写真）
- カーブス（フィットネス）
- チャンスセンター（宝くじ）
- ヤマハ音楽教室（音楽教室）

- モーリーファンタジー（アミューズメント）

※テナント情報は2022年5月時点
出店テナント全店の一覧詳細情報は公式サイト「専門店」を、営業時間の詳細は公式サイト「店舗概要」を参照

## アクセス
路線バス（秋北バス）
- イオン大館店前バス停下車。
  - 「小坂」行き
  - 「獅子ヶ森環状」

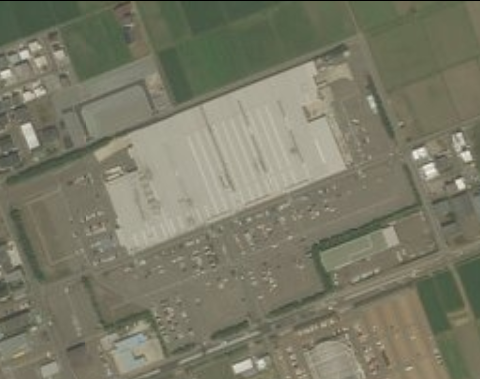
衛星図

  - 「循環バス「ハチ公号」」 「長根山運動公園」方面

自動車
- 秋田自動車道（国道7号大館西道路）大館北ICから約3.5km（国道7号・秋田県道2号大館十和田湖線経由）

鉄道
- JR東日本 - 大館駅から徒歩で約22分

## 近隣施設
- 大館樹海モール（いとく大館樹海店、DCM、ツルハドラッグ、ダイソーなど）
- ニトリ
- ヤマダ電機テックランド大館店
- 大館樹海ドーム・大館樹海アリーナ